# Zyzomys maini
Zyzomys maini är en däggdjursart som beskrevs av Darrell J. Kitchener 1989. Zyzomys maini ingår i släktet Zyzomys och familjen råttdjur. IUCN kategoriserar arten globalt som nära hotad. Inga underarter finns listade.
Arten är med en vikt av 100 till 150 g betydlig större än Zyzomys argurus som lever i samma region. Zyzomys maini har även mera gråaktig päls istället för brun päls. Kännetecknande är långa morrhår och en tjock svans som är tjockast nära roten. Vid svansens spets finns en tofs av långa hår. Kroppslängden (huvud och bål) är 11,5 till 17,0 cm, svansen är 11 till 15 cm lång, bakfötternas längd är 2,4 till 2,9 cm och öronen är 1,7 till 2,0 cm stora. Flera exemplar tappar svansen när de flyr ifrån fiender.
Detta råttdjur förekommer i norra Australien (Northern Territory) med en större och tre små populationer som är avskild från varandra. Regionen är en bergstrakt med sandstensklyftor. Växtligheten utgörs av fuktig skog med vinplantor som undervegetation.
Individerna är nattaktiva och vistas nästan uteslutande på marken. De äter frukter, frön och andra växtdelar. Honor kan para sig hela året och per kull föds oftast två eller tre ungar. Arten gömmer sig på dagen i bergssprickor. Större delar av födan flyttas till viloplatsen innan de äts och ibland blir frön kvar i bergssprickorna. Efter bränder i utbredningsområdet är beståndet för 1 till 2 år lågt.